# Буты
Буты — деревня в Холмогорском районе Архангельской области.

## География
Находится в центральной части Архангельской области на расстоянии приблизительно 2 км на юго-запад по прямой от районного центра села Холмогоры на левом берегу протоки Бояр-Курья реки Северная Двина.

## История
В 1905 году здесь (тогда деревня Холмогорского уезда Архангельской губернии) было учтено 3 двора. До 2022 года входила в Матигорское сельское поселение до его упразднения.

## Население
Численность населения: 17 человек (1905), 9 (русские 100 %) в 2002 году, 7 в 2010.